# 伊藤拓
伊藤 拓（いとう たく、1972年5月6日 - ）は、ミヤギテレビのアナウンサー、アナウンス部長。

## 略歴
宮城県仙台市出身。仙台市立南光台東中学校、宮城県仙台第二高等学校、法政大学文学部日本文学科卒業後の1996年に地元のミヤギテレビに入社。
第32回NNSアナウンス大賞において、テレビ部門の大賞を受賞した。 
元仙台放送アナウンサーの柴山光由は父。

## 現在の担当番組
- OH!バンデス（拓ちゃんの向こう三軒!おじゃましま～す!!）
- サッカー中継（高校選手権、仙台カップ国際ユース大会）
- Dramatic Game 1844（2005年～）

※ホーム戦は実況、ビジター戦はリポーターを務め2005年3月26日、東北楽天ゴールデンイーグルス球団初勝利の際に勝利インタビュアーを担当した。また2013年10月21日のクライマックスシリーズ制覇の際も勝利監督インタビューを担当した。
- ミヤギテレビ杯ダンロップ女子オープンゴルフトーナメント初日・実況（2006年～ 2日目・最終日は三雲茂晴が担当）
- 全日本大学女子駅伝移動車・担当（2006年～）
- ミヤギnews every.（キャスター代理）
- NNNミヤギテレビニュース

## 過去の担当番組
- ちょっとブレイクタイム
- ミヤギテレビニュースD（天気キャスター）